# Pedro Zamora (villista)
Pedro Zamora de la Torre (El Limón, Jalisco, 1890 - La Ciudadela, Ciudad de México, 28 de febrero de 1921) fue un militar mexicano de obediencia villista que participó en la Revolución mexicana con el rango de general en las filas guerrilleras. Protagoniza uno de los cuentos que conforman El Llano en llamas, de Juan Rulfo.

## Revolucionario
Nació en El Palmar de San Antonio, en los alrededores de El Limón, Jalisco el 18 de enero de 1890, siendo hijo de Pablo Zamora (1864-19 de mayo de 1913) y de Basilia de la Torre Zepeda. Zamora merodeó la región del Valle de Tuxcacuesco durante 10 años, convirtiéndose en uno de los guerrilleros más legendarios del sur de Jalisco. 
Luego de que Francisco Villa perdió el Occidente en los primeros meses de 1915, Zamora intentó recuperar Sayula el 28 de agosto, sorprendiendo a una guarnición carrancista. El vicepresidente municipal organizó la defensa, preocupado porque el capitán Francisco Bravo y demás oficiales no se encontraban. 
El combate se centró en la iglesia y en la presidencia municipal. Los 600 villistas bajaron de los cerros cercanos y entraron por el oeste, lanzando bombas contra los reductos defensivos.
Los zamoristas se retiraron en la madrugada debido a los refuerzos carrancistas. Ante la falta de garantías varias familias de Atemajac de Brizuela, Tapalpa, San Gabriel, Tonaya y otros pueblos se refugiaron en Sayula, como los Brizuela, los González, los Villa Michel y los Pérez Rulfo Vizcaíno. 
Zamora fingió amnistiarse en julio de 1920, pero luego regresó a la sierra de Quila y desconoció al gobierno de Adolfo de la Huerta, tomó Mascota, Talpa y Cuautla, así como rehenes a 12 mineros extranjeros y exigió medio millón de pesos como rescate. 
Para el 24 de agosto de 1920 de ese año, el gobierno tenía movilizados a 12 mil hombres y decían tenerlo cercado en un radio de 100 kilómetros a la redonda, desde Sayula y Ameca; y por mar desde Manzanillo y Puerto Vallarta. Fue derrotado en Divisadero, el 25 de agosto de 1920, cuando 2,500 federales se enfrentaron a los 400 zamoristas.

## Rendición
A finales de agosto los simpatizantes de Zamora comenzaron a rendirse: Porfirio y Francisco González en Tecolotlán; el 21 de septiembre, José Covarrubias "La Urraca" en Juchitlán. El 12 de noviembre Zamora convino ante el coronel Luis Álvarez Gayou la entrega de sus armas y se trasladó a Canutillo, con el general Francisco Villa, al que pidió un permiso de 10 días para ir a la Ciudad de México y del cual no regresó. Villa lo reportó como desertor. Detenido por el Ejército, Zamora fue ejecutado el 28 de febrero de 1921 en La Ciudadela de Ciudad de México. La versión oficial decía que iba rumbo a El Grullo para iniciar su enésimo levantamiento contra el gobierno, lo que dio pie a que se ejecutara a Saturnino Medina "La Perra" en Cuautla; a El Chivo Encantado y a Vicente Alonso, cuyos restos fueron decapitados y expuestos en Colima. 
El cuerpo de Zamora fue tirado por el rumbo de Tlalpan, entonces a las afueras de la Ciudad de México, y al día siguiente fue arrojado a una fosa común.